# 異形：黑暗血統
《異形：黑暗血統》是由Tindalos Interactive开发的異形系列即时战术游戏。本作由Focus娱乐发行于2023年6月20日在Microsoft Windows、PlayStation 4、PlayStation 5、Xbox Series X/S和Xbox One平台。

## 游戏玩法
游戏中有大型开放关卡，而玩家为了制止Moon Lethe上可怕的异形，将需要操控一支由人类士兵组成的殖民地海军陆战队战斗。游戏中有六种类型的初始角色，每种角色都有独特的武器和能力。除此之外，游戏一旦开启便无法停止，但玩家可以让时间缓慢流动。

## 开发与发行
2022年9月，Focus娱乐于迪士尼官方盛会上公布由Tindalos Interactive开发的即時策略游戏《異形：黑暗血統》，该游戏改编自经典电影《異形》。2023年6月20日，本作于Microsoft Windows、PS5、PS4、Xbox Series X/S、Xbox One平台上发行。

## 评价
《異形：黑暗血統》于评论聚合网站Metacritic上获得“普遍好评”的评价。IGN的莉安娜·哈弗（Leana Hafer）表示“需要解决的问题事件太频繁，破坏游戏体验”以及“异形感染速度过快，让人感觉小气”。Eurogamer的埃德温·埃文斯-瑟尔维尔（Edwin Evans-Thirlwell）表示“战略玩法有点平淡，但人工智能让玩家无需微观管理”Destructoid的埃里克·范艾伦（Eric Van Allen）表示“角色面对危机时有点笨拙，自己却只能旁观”，同时也表示喜欢本作的玩法。